# Neus Munté
Neus Munté Fernández (Barcelona, 13 de noviembre de 1970) es una política, sindicalista y abogada española. Desde junio de 2015 a julio de 2017 fue portavoz del Gobierno de Cataluña y desde enero de 2016 hasta julio de 2017 fue consejera de la Presidencia de la Generalidad de Cataluña presidida por Carles Puigdemont. En julio de 2016 fue elegida vicepresidenta del Partido Demócrata Europeo Catalán. Ahí la Neus Munté y Fernández. Militó en Convergencia Democrática de Cataluña desde 1996 hasta su disolución en 2016. Fue consejera de Bienestar Social y Familia de la Generalidad (2012-2016) en un gobierno presidido por Artur Mas y vicepresidenta y portavoz de dicho gobierno entre 2015 y 2016.

## Biografía
Es licenciada en Derecho por la Universidad de Barcelona y máster en Derecho público y Organización administrativa por la Universidad Pompeu Fabra.
Tras finalizar su formación universitaria comenzó a trabajar como abogada en la Unión General de Trabajadores de Cataluña (UGT) Fue miembro de la Comisión Ejecutiva Nacional de la Federación de Servicios Públicos entre 1996 y 1999 y secretaria de Empleo y Educación y de Política Institucional entre 2004 y 2010.

### Trayectoria política
Militante de Convergencia Democrática de Cataluña (CDC) desde 1996 y soberanista convencida, de 1998 al 2000 fue secretaria general adjunta de su organización juvenil, Juventud Nacionalista de Cataluña. 
De 1999 a 2002 fue jefa de gabinete de la Consejería de Educación de la Generalidad de Cataluña. En 2002 asumió un escaño como diputada al Parlamento de Cataluña donde pasó a ser portavoz de Educación de Convergència i Unió (CiU) en la cámara y presidenta de la Comisión parlamentaria de Igualdad social, hasta 2003.
Los siete años de los gobiernos tripartitos supusieron un paréntesis en la actividad política de Munté, quien siguió ascendiendo en UGT de Cataluña hasta llegar a la Secretaría de Política Institucional. Artur Mas la recuperó en 2010 para las listas del Parlamento de Cataluña y ahí finalizó su doble actividad, aunque Munté conservó el carnet de UGT.
De 2010 a 2012 volvió a ser diputada, portavoz de Enseñanza de CiU en el Parlamento catalán y presidenta de la Comisión de Igualdad.  
En las elecciones catalanas del 25 de noviembre de 2012 ocupó el puesto número 11 en la lista de Convergencia por Barcelona, fue elegida diputada. En diciembre de 2012 ya diputada electa, fue nombrada consejera de Bienestar Social y Familia de la Generalidad de Cataluña. 
El 22 de junio de 2015 tras la salida de Unió Democrática de Catalunya del gobierno de Cataluña Munté asumió la vicepresidencia y la portavocía, sucediendo a Joana Ortega y a Francesc Homs i Molist, manteniendo además la consejería.
En las elecciones autonómicas del 27 de septiembre de 2015 al Parlamento de Cataluña concurrió como candidata en la lista de Junts pel Sí en el número dos de CDC por Barcelona. Tras la negativa de la Candidatura de Unidad Popular (CUP) a votar a Artur Mas como presidente de la Generalidad, el nombre de Munté se planteó como una de las opciones de consenso para ocupar la presidencia de la Generalidad de Cataluña pero rechazó la propuesta.
En 2012 en el XVI congreso de CDC fue nombrada secretaria ejecutiva del ámbito sectorial cargo que asumió hasta la disolución del partido en 2016.
En julio de 2016 fue elegida vicepresidenta del Partido Demócrata Europeo Catalán (PDeCAT) en elecciones primarias con el 95,07 % de los votos en tándem con Artur Mas elegido presidente de la nueva formación.
El 16 de enero de 2017 renunció a su acta de diputada en el Parlamento de Cataluña dado que estatutariamente no podía serlo por el régimen de incompatibilidades aprobado por el congreso fundacional del PDeCAT. Munté ha tomado la decisión justo una semana después de que Carles Puigdemont anunciara que no volverá a ser candidato a la presidencia de la Generalidad.
El 14 de julio de 2017 abandonó la portavocía del Gobierno de la Generalidad de Cataluña y el cargo de consejera de Presidencia por no apoyar el referéndum del 1-O de forma inexorable.